# Године путовања Вилхелма Мајстера
Године путовања Вилхелма Мајстера је касно завршен роман Јохана Волфганга Гетеа. Сматра се најличнијом од свих Гетеових песама. Прва верзија појавила се 1821, а пуна 1829. Недостају му претходне песме из фрагмента из 1821. године.
Гете је већ писао о тексту између 1807. и 1810. године. Идеја о овом наставку шегртских година Вилхелма Мајстера изражена је у писму Шилеру од 12. јула 1796.

## Тип романа
Сам Гете ово касно дело описује као роман. Састоји се од три књиге као и размишљања у смислу планирања и грађе из архиве.
Класификација Година путовања од стране стручњака се мења током година.
- Ерих Трунц[3] је 1950. године једноставно дефинисао Године путовања као оквирни наратив са уметнутим романима.
- Године 1968. Фолкер Нојхаус[4] је Године путовања назвао „архивским романом“, између осталог заснованом на Макаријеновом архиву и његовом садржају. Заиста, већи део романа се преговара путем писма. Све је у папирима.
- Геро фон Вилперт[5] назвао је Године путовања временским романом. Према Вилперту, Брентано је временски роман дефинисао као проширени друштвени роман. У временском роману је, по дефиницији, на кружном хоризонту осликана слика друштва, духа, културе, политике и економије једног времена. У случају Година путовања, то је слика времена у коме је Гете живео и које је Гете писањем екстраполирао у 19. век.

## Време радње
На два места у тексту читалац сазнаје да сеобе потичу из 18. века. Луталица Вилхелм Мајстер једном је на путу ка замку у галерији, „у којој су били окачени или постављени само портрети, сви људи који су радили у осамнаестом веку”. А када се други пут исприча предисторија романа, она каже: „Живахна порива за Америком на почетку осамнаестог века била је велика”.

## Симболика
Иза тобожњег заплета крију се алегоријске фигуре и симболи у Годинама учења.
На пример, кутије и кључеви симболизују тајну живота. Осим тога, симбол је ретко када недвосмислен у Гетеовом делу. Доста Гетеових тумача доводи у везу кутије и кључеве - да останемо на примеру - са љубавном причом између Херсилије и Феликса и као сексуалне атрибуте.
Опис радње романа отвара многа питања за тумачење.